# Tony Ryan
Anthony Ryan (Newmarket, condado de Tipperary, Irlanda, 2 de febrero de 1936 - condado de Kildare, Irlanda, 3 de octubre de 2007) fue el fundador de la aerolínea irlandesa de vuelos económicos Ryanair.

## Biografía
Él se definía como «Sólo un granjero de Tipperary». Ryan ocupó altos cargos en la aerolínea de bandera nacional Aer Lingus, con la que formó en 1975 el 'Guiness Peat Group', una de la mayores compañías de venta y alquiler de aviones del mundo hasta principios de los años noventa.
En 1985 unió fuerzas con los empresarios Christy Ryan y Liam Lonergan para lanzar Ryanair, un modesto proyecto que en su primer año sólo tenía un avión de 15 plazas para unir las ciudades de Waterford (sureste de Irlanda) y Londres. Al año siguiente abrió otra ruta entre Dublín y la capital británica, ya con el firme objetivo de romper el monopolio de vuelos entre las dos islas del que disfrutaban Aer Lingus y British Airways. No obstante, no sería hasta 1991 cuando Ryanair despegaría definitivamente gracias a la incorporación de su actual director ejecutivo, el también irlandés Michael O'Leary, quien ha convertido a la aerolínea en la líder del sector de vuelos económicos en Europa.
Además de estar considerado como una de las figuras más influyentes de la historia de la aviación irlandesa, Ryan era también una de las personas más ricas de la isla. Según un estudio elaborado el año 2007 por el dominical Sunday Times, Tony Ryan tenía una fortuna valorada en más de 1.500 millones de euros.
Falleció a los 71 años de edad tras una larga enfermedad.